# ラディスラフ・ムニャチコ
ラディスラフ・ムニャチコ（Ladislav Mňačko、1919年1月29日-1994年2月24日）は、スロバキアの作家、ジャーナリスト。

## 生涯
ズリーン州ヴァラシュスケー・クロボウキ生まれ。父は郵便局員で、労働運動の盛んな地域に育ち、少年時代から運動に参加した。第二次世界大戦中に、パルチザン運動に参加。戦後はプラハに出て、チェコスロバキア共産党中央機関紙『ルデー・プラーヴォ』の記者として働き、チェコスロバキア共産党書記長のクレメント・ゴットワルトに認められて、ニュルンベルク裁判、パレスチナ紛争などを取材する。その後ブラチスラヴァに移り記者活動を続けながら詩、戯曲、小説などを書くようになり、職業作家となって、また政治評論やルポタージュなども引き続き行う。1957年に地方都市の労働者の悲哀を描いた短篇「マルクス通り」を書くが評判にはならず、1959年にモラヴィア東部山地におけるパルチザンを描いた長編『死の名はエンゲルヒェン』が評価され、チェコの新聞『ムラダー・フロンタ』紙に連載され、次いで各国語に翻訳されて、チェコスロバキアの戦後を代表する作家となった。
しかし共産主義体制の人権蹂躙による犠牲者救援に奔走し、『遅れたレポート』など体制の暗部を描いた作品を発表した。1967年に第三次中東戦争に対するチェコスロバキア政府の親アラブの態度に抗議して、ウィーンにて政権批判を発表、続いてイスラエルに向い、これにより共産党を除名され、「功労芸術家賞」などの栄誉や市民権も剥奪された。これはアントニーン・ノヴォトニー政権の退陣と民主化運動にも影響を与えた。1968年のプラハの春によって帰国し、民主化運動に積極的に参加し、スロヴァキア作家同盟の機関誌『クルトゥールニ・ジヴォト』などに執筆。しかし8月にワルシャワ条約機構軍の介入で頓挫した後、オーストリアに亡命し、事件の真相を世界に訴えるために『七日目の夜』を発表する。1989年のビロード革命後に帰国した。
『死の名はエンゲルヒェン』はヤン・カダールとエルマール・クロス監督により映画化され、1963年モスクワ国際映画祭金賞を受賞している。

## 主な著作
- Smrť sa volá Engelchen 1959年
  - 『死の名はエンゲルヒェン』栗栖継訳、勁草書房、1969年
- Oneskorené reportáže 1963年
  - 『遅れたレポート』、栗栖継訳、勁草書房、1966年、増補版、1970年、岩波書店・同時代ライブラリー、1990年
- Ako chutí moc 1967年
  - 『権力の味』、栗栖継訳、河出書房新社、1970年
- Siedma noc 1968年
  - 『七日目の夜』、栗栖継訳、河出書房新社、1969年